# Sohngårdsholm
Sohngaardsholm er en gård som tidligere hed Filsted Ladegaard og hørte ind under Aalborghus Slot. Lå i Nørre Tranders sogn indtil udskillelsen o.1900 af Vejgård sogn. Vejgaard Sogn, Fleskum Herred, Ålborg Amt, Aalborg Kommune. Hovedbygningen er opført i 1886 ved O.P. Momme & L.F. Olesen. 
Sohngårdsholmparken, en bypark som ligger rundt om slottet, blev anlagt af kommunen i 1959-60 og er på 7,2 ha. Parken rummer en samling af paradisæbler. Parken indgår i Songårdsholm Bykilen, der via Golfparken forbinder tæt bycentrum med åbent land.

## Ejere af Sohngaardsholm
- (1536-1664) Kronen
- (1664-1672) Hans Hansen
- (1672-1676) Abel Cathrine, enken
- (1676-1678) Johan Sohn/Nicolaus Brügmann[3]
- (1678) Nicolaj Brüggemann
- (1678-1691) Johan Sohn. Fik 1688 kongelig bevilling til at ombenævne til Sohngaardsholm.
- (1691-1715) Hans Benzon
- (1715-1740) Tøger Benzon
- (1740-1784) Johannes Benzon
- (1784-1786) Hans Benzon / Frederik Christian von Arenstorff
- (1786-1804) Theodor Adeler
- (1804) Johannes Didrich Friedrichsen
- (1804-1805) J. A. L. baron Juel
- (1805-1807) Johan Kofoed
- (1807-1809) Henrik Mule Hoff
- (1809-1810) Henrik Mule Hoffs dødsbo
- (1810-1811) Phil. H. Ree & Co.
- (1811-1815) M. Nørager
- (1815-1827) Th. Kragh
- (1827-1830) Den Danske Stat
- (1830-1837) Johannes Christopher Nyholm
- (1837-1843) N. P. V. Sachmann
- (1843-1856) J.A. von der Recke
- (1856-1864) R. Rennisson
- (1864-1885) R. Rennissons dødsbo
- (1885-1898) Isidor Henius, byggede slottets hovedbygning, som det står tilbage i dag.[4]
- (1898-1899) A. Haagensen
- (1899-1915) C. C. Hollesen
- (1915-1916) Espen Leth Espensen
- (1916-1925) J. B. Bertelsen
- (1925-1992) Aalborg Kommune
- (1992-2005) Rasmussen Og Schultz A/S
- (2005-2014) Sohngaardsholm ApS, ejere: Anja Rørdam, Stine Pedersen, Chris Hilligsø, Ib Morthorst, Birte Aabyen
- (2014-)